# Nowy Dwór Gdański Wąskotorowy
Nowy Dwór Gdański Wąskotorowy – wąskotorowa węzłowa stacja kolejowa znajdująca się w mieście Nowy Dwór Gdański, w powiecie nowodworskim, w województwie pomorskim. Odcinek do Nowego Dworu Gdańskiego został otwarty w 1906 roku. Kolejny odcinek, do Lipinki Gdańskiej został otwarty w 1909 roku. Linia kolejowa do Ostaszewa Żuławskiego została otwarta w 1901 roku.; zachowany i czynny pozostaje jedynie krótki odcinek między stacją w Nowym Dworze Gdańskim a cmentarzem, na którym w okresie Wszystkich Świętych uruchamiane są pociągi osobowe.
Poprzednia nazwa stacji – niem. Tiegenhof.